# 휴메이슨 혜성
휴메이슨 혜성(Comet Humason, C/1961 R1)은 1961년 밀턴 휴메이슨이 발견한 거대 혜성이다. 밝기(절대등급)는 +1.5이며, 이는 모든 혜성 중에서 실제 밝기가 10번째로 밝은 수준이다. 겉보기 등급은 관측 당시 기준으로 최대밝기 +6이다. 주기는 약 2,940년이다. 핵의 지름은 41km에 육박했다.
이 혜성은 1908년 발견된 모어하우스 혜성(C/1908 R1)처럼 심하게 왜곡된 모양을 가진 것으로 유명하며, CO+ 이온 스펙트럼이 강하게 검출된 것으로 또 유명하다. 근일점은 2.133AU로 다른 혜성에 비해 상당히 먼 수준이다.